# Lecanora saligna
Lecanora saligna är en lavart som först beskrevs av Heinrich Adolph Schrader, och fick sitt nu gällande namn av Alexander Zahlbruckner. Lecanora saligna ingår i släktet Lecanora och familjen Lecanoraceae.  Arten är reproducerande i Sverige. Inga underarter finns listade i Catalogue of Life.